# Ignacio Pussetto
Ignacio Pussetto (Cañada Rosquín, 21 de diciembre de 1995) es un futbolista argentino. Juega como delantero y su equipo actual es el Club Atlético Independiente, de la Primera División de Argentina, no podes ser tan Inútil

## Trayectoria
Inició las inferiores en Juventud Unida de Cañada Rosquín.
Hizo su debut en la Primera División de Argentina con Atlético de Rafaela en la temporada 2013-2014. Sus buenas actuaciones en el campeonato 2016 hicieron que su pase fuera codiciado por varios clubes, y finalmente firmó para Huracán, club al que se incorporó a partir del 18 de julio de ese año.
En su momento, fue convocado por el entrenador Humberto Grondona para ser parte de la preselección sub-20, que participó como sparring de la mayor, en el Mundial de Brasil 2014.

## Estadísticas

### Clubes
Actualizado hasta su último partido disputado el 1 de agosto de 2025.
| Club                          | Div.          | Temporada     | Liga  | Liga  | Liga   | Copas nacionales | Copas nacionales | Copas nacionales | Torneos internacionales | Torneos internacionales | Torneos internacionales | Total | Total | Total  |
| Club                          | Div.          | Temporada     | Part. | Goles | Asist. | Part.            | Goles            | Asist.           | Part.                   | Goles                   | Asist.                  | Part. | Goles | Asist. |
| ----------------------------- | ------------- | ------------- | ----- | ----- | ------ | ---------------- | ---------------- | ---------------- | ----------------------- | ----------------------- | ----------------------- | ----- | ----- | ------ |
| Atlético Rafaela Argentina    | 1.ª           | 2012-13       | —     | —     | —      | 1                | 0                | 0                | —                       | —                       | —                       | 1     | 0     | 0      |
| Atlético Rafaela Argentina    | 1.ª           | 2013-14       | 11    | 0     | 0      | —                | —                | —                | —                       | —                       | —                       | 11    | 0     | 0      |
| Atlético Rafaela Argentina    | 1.ª           | 2014          | 3     | 0     | 1      | —                | —                | —                | —                       | —                       | —                       | 3     | 0     | 1      |
| Atlético Rafaela Argentina    | 1.ª           | 2015          | 19    | 2     | 3      | 2                | 0                | 0                | —                       | —                       | —                       | 21    | 2     | 3      |
| Atlético Rafaela Argentina    | 1.ª           | 2016          | 11    | 2     | 3      | —                | —                | —                | —                       | —                       | —                       | 11    | 2     | 3      |
| Atlético Rafaela Argentina    | Total club    | Total club    | 44    | 4     | 7      | 3                | 0                | 0                | 0                       | 0                       | 0                       | 47    | 4     | 7      |
| C. A. Huracán Argentina       | 1.ª           | 2016-17       | 15    | 3     | 1      | 2                | 0                | 0                | 1                       | 0                       | 0                       | 18    | 3     | 1      |
| C. A. Huracán Argentina       | 1.ª           | 2017-18       | 27    | 9     | 7      | 2                | 0                | 0                | 2                       | 0                       | 0                       | 31    | 9     | 7      |
| Udinese Calcio · Italia       | 1.ª           | 2018-19       | 35    | 4     | 5      | 1                | 0                | 0                | —                       | —                       | —                       | 36    | 4     | 5      |
| Udinese Calcio · Italia       | 1.ª           | 2019-20       | 12    | 1     | 0      | 2                | 0                | 0                | —                       | —                       | —                       | 14    | 1     | 0      |
| Watford F. C. Inglaterra      | 1.ª           | 2019-20       | 7     | 0     | 0      | —                | —                | —                | —                       | —                       | —                       | 7     | 0     | 0      |
| Watford F. C. Inglaterra      | 2.ª           | 2020-21       | 1     | 0     | 0      | 1                | 0                | 1                | —                       | —                       | —                       | 2     | 0     | 1      |
| Watford F. C. Inglaterra      | Total club    | Total club    | 8     | 0     | 0      | 1                | 0                | 1                | 0                       | 0                       | 0                       | 9     | 0     | 1      |
| Udinese Calcio · Italia       | 1.ª           | 2020-21       | 11    | 3     | 2      | 2                | 1                | 0                | —                       | —                       | —                       | 13    | 4     | 2      |
| Udinese Calcio · Italia       | 1.ª           | 2021-22       | 28    | 4     | 4      | 3                | 2                | 0                | —                       | —                       | —                       | 31    | 6     | 4      |
| Udinese Calcio · Italia       | Total club    | Total club    | 86    | 12    | 11     | 8                | 3                | 0                | 0                       | 0                       | 0                       | 94    | 15    | 11     |
| U. C. Sampdoria · Italia      | 1.ª           | 2022-23       | 5     | 0     | 0      | 1                | 0                | 0                | —                       | —                       | —                       | 6     | 0     | 0      |
| U. C. Sampdoria · Italia      | Total club    | Total club    | 5     | 0     | 0      | 1                | 0                | 0                | 0                       | 0                       | 0                       | 6     | 0     | 0      |
| C. A. Huracán Argentina       | 1.ª           | 2023          | —     | —     | —      | 14               | 4                | 0                | —                       | —                       | —                       | 14    | 4     | 0      |
| C. A. Huracán Argentina       | 1.ª           | 2024          | 5     | 5     | 1      | 15               | 3                | 0                | —                       | —                       | —                       | 20    | 8     | 1      |
| C. A. Huracán Argentina       | Total club    | Total club    | 47    | 17    | 9      | 33               | 7                | 0                | 3                       | 0                       | 0                       | 83    | 24    | 9      |
| Pumas de la UNAM · México     | 1ª            | 2024-25       | 32    | 8     | 2      | —                | —                | —                | 8                       | 1                       | 1                       | 40    | 9     | 3      |
| Pumas de la UNAM · México     | Total club    | Total club    | 32    | 8     | 2      | 0                | 0                | 0                | 8                       | 1                       | 1                       | 40    | 9     | 3      |
| C. A. Independiente Argentina | 1.ª           | 2025          | 2     | 0     | 0      | 1                | 0                | 0                | —                       | —                       | —                       | 3     | 0     | 0      |
| C. A. Independiente Argentina | Total club    | Total club    | 2     | 0     | 0      | 1                | 0                | 0                | 0                       | 0                       | 0                       | 3     | 0     | 0      |
| Total carrera                 | Total carrera | Total carrera | 224   | 41    | 29     | 47               | 10               | 1                | 11                      | 1                       | 1                       | 282   | 52    | 31     |
| 1. 2. 3.                      |               |               |       |       |        |                  |                  |                  |                         |                         |                         |       |       |        |